# La Grave
La Grave (auch La Grave-la-Meije; okzitanisch La Grava) ist eine französische Gemeinde mit 479 Einwohnern (Stand 1. Januar 2022) im Département Hautes-Alpes in der Region Provence-Alpes-Côte d’Azur. Sie gehört zum Arrondissement Briançon und zum Kanton Briançon-1. La Grave ist als eines der schönsten Dörfer Frankreichs (Plus beaux villages de France) klassifiziert.

## Geografie
La Grave ist die nördlichste Gemeinde des Départements Hautes-Alpes. Sie liegt auf 1500 m Höhe auf der rechten Talseite des Flusses Romanche rund 10 km westlich vom Col du Lautaret zwischen Grenoble (79 km) und Briançon (35 km) an der Passstraße D1091, der ehemaligen N91. La Grave wird vom fast 4.000 m hohen Alpengipfel La Meije überragt und setzt sich aus den fünf Weilern Les Fréaux, Le Chazelet, Les Terrasses, Ventelon und Les Hières zusammen, wobei ein Teil des Territoriums im Nationalpark Écrins integriert ist.

## Wappen
Wappenbeschreibung: In Blau mit drei goldenen (2;1) Lilien liegt ein schwarzer Schrägrechtsfaden und ein dreistegiger silberner Turnierkragen schwebt am oberen Schildrand.

## Geschichte
Der Ursprung der romanischen Kirche von La Grave geht auf das 11. Jahrhundert zurück. Sie wurde im 15. Jahrhundert zerstört und wieder aufgebaut. Im Inneren befinden sich ein zeitgenössischer Bericht zum Bau der Kirche, eine Marienstatue aus dem 17. Jahrhundert und eine naive Malerei aus dem 18. Jahrhundert. Die Kirche ist das älteste Baudenkmal des ehemaligen Kantons und steht seit 1959 unter Denkmalschutz. Gegenüber der Kirche steht eine kleine Kapelle (chapelle des pénitents) aus dem 17. Jahrhundert, die mehrere religiöse Kunstwerke beherbergt. Im Nachbarweiler Les Hières, der auf den Sonnenterrassen nördlich von La Grave im Gemeindegebiet liegt, gibt es eine romanische Kirche aus dem 12. Jahrhundert.
Zu Beginn der Französischen Revolution (1790) wurde die Kommune im Zuge der neuen Aufteilung Frankreichs in Départements zuerst dem Département Isère zugeordnet, dem La Grave sowohl hydrographisch als auch wirtschaftlich durch die Lage westlich des Lautaret-Passes zugehörig ist. La Grave wollte jedoch an das Département Hautes-Alpes angeschlossen werden, wahrscheinlich in der Hoffnung, in den Genuss des günstigeren Steuersystems von Briançon zu kommen. Als die Nationalversammlung dieses Steuerprivileg dann abschaffte, war es zu spät, um eine Integration in das Département Isère zu fordern.

### Bevölkerungsentwicklung
| Jahr                       | 1962 | 1968 | 1975 | 1982 | 1990 | 1999 | 2010 | 2020 |
| Einwohner                  | 551  | 562  | 513  | 453  | 455  | 511  | 488  | 477  |
| Quellen: Cassini und INSEE |      |      |      |      |      |      |      |      |

## Wirtschaft

### Tourismus
Der in der Nähe von Les Deux Alpes gelegene Ort ist als Paradies für Freeriden bekannt, da es im gesamten Skigebiet nur einen kurzen präparierten Pistenabschnitt auf dem Glacier de la Girose gibt und das restliche Gebiet nicht präpariert wird und unter Beachtung der alpinen Gefahren auf eigenes Risiko frei befahrbar ist. Darüber hinaus ist er wegen seiner langen Abfahrten mit imposanten Steilhängen, Eisrinnen (Couloirs), gewaltigen Gletschervorsprüngen und -spalten, die durch den umschließenden 3809 m hohen Le Rateau einen atemberaubenden Eindruck ergeben, neben Chamonix eines der bekanntesten alpinen Zentren für Extremskifahrer.
Die wintersportliche Infrastruktur umfasst an den Nordhängen des Massivs der Meije eine Seilbahn mit zwei Sektionen von 1500 bis 3200 m und einen Schlepplift auf dem Glacier de la Girose bis hinauf zum Dôme de la Lauze auf 3560 m. Von dort aus gibt es einen Übergang zum Skigebiet von Les Deux Alpes. Verpflegungsmöglichkeiten befinden sich an der Mittel- und Gipfelstation. Auf einer der Standardrouten ins Tal liegt auf einem Felsabsatz unweit des kleinen Sees Lac de Puy Vachier die ebenfalls bewirtschaftete Hütte Evariste Chancel (2508 m).
Auf den sonnigen Terrassen nördlich von La Grave gibt es in dem Weiler Le Chazelet ein weiteres kleines Familienskigebiet mit zwei Liftanlagen.

## Veranstaltungen

### Derby de la Meije
Alljährlich Ende März/Anfang April findet in La Grave das Derby de la Meije, ein Freeride-Rennen, statt. Gestartet wird vom Dôme de la Lauze auf 3550 m Höhe und es sind bis ins Tal 2100 m Höhenunterschied zu meistern. Eine genaue Streckenführung ist nicht vorgegeben, entscheidend ist die Fahrzeit. Die schnellsten Abfahrer schaffen die Strecke in sechs bis sieben Minuten.

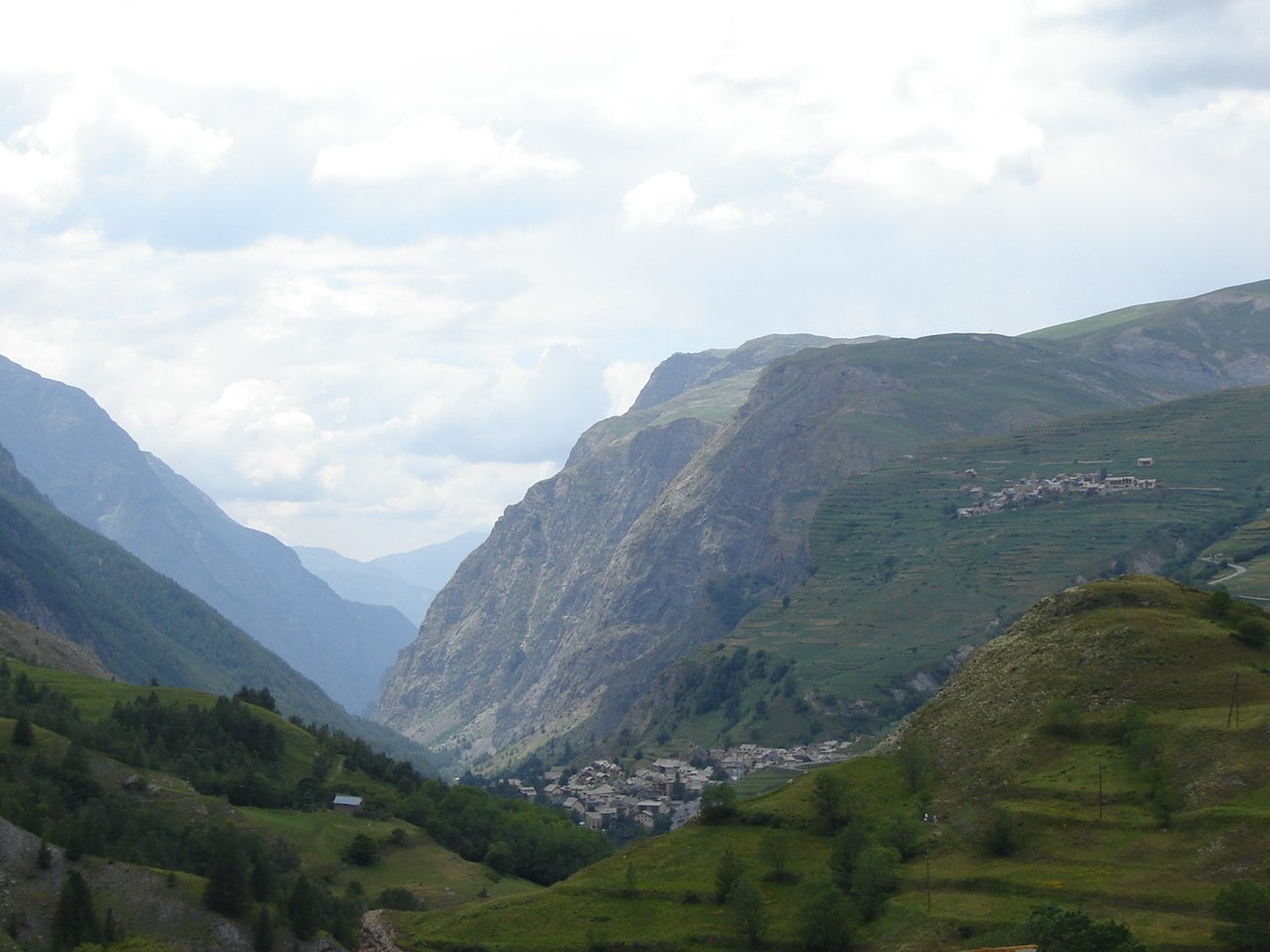
La Grave betrachtet vom Tal Villar d’Arêne
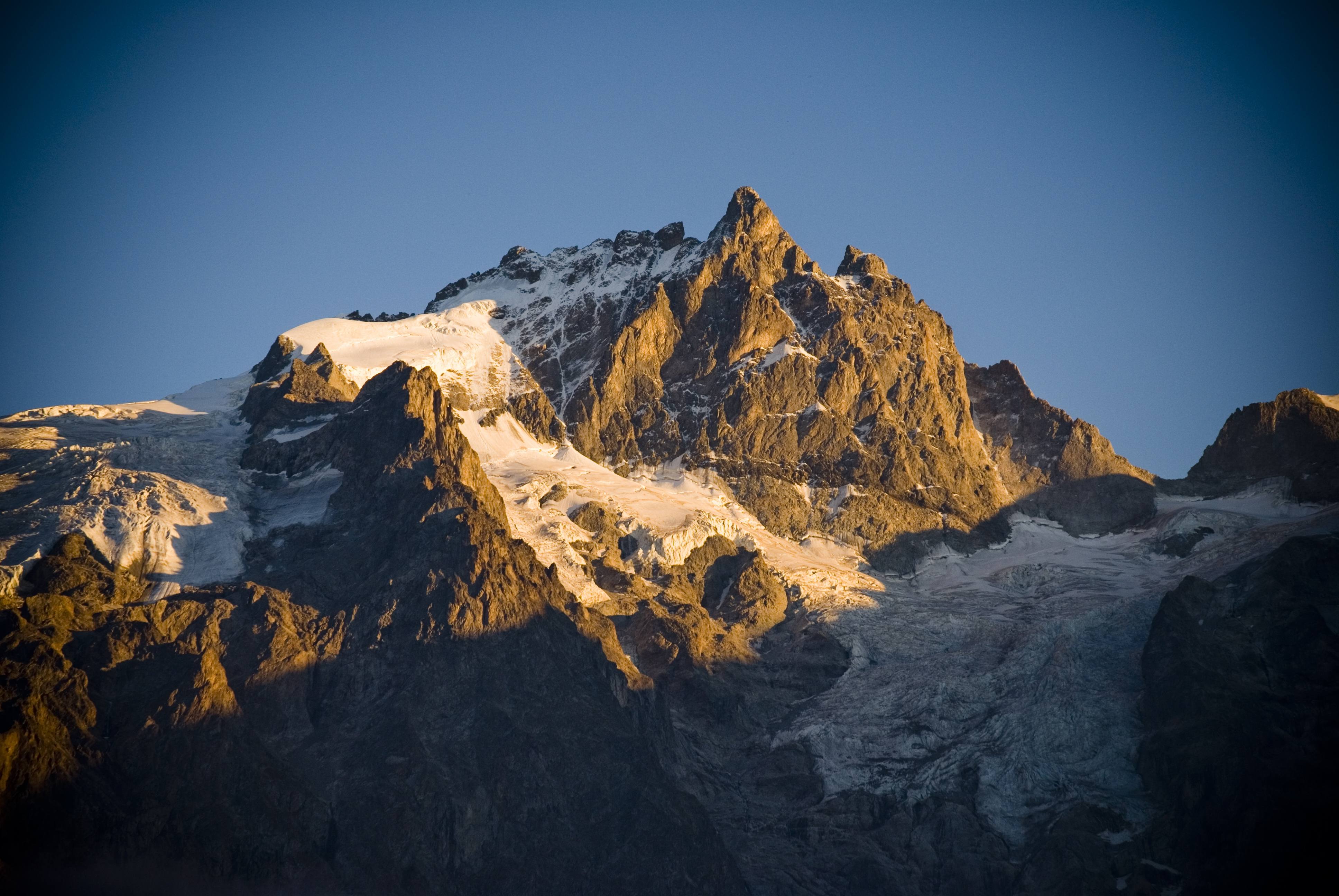
Gipfel der Meije, 3982 m
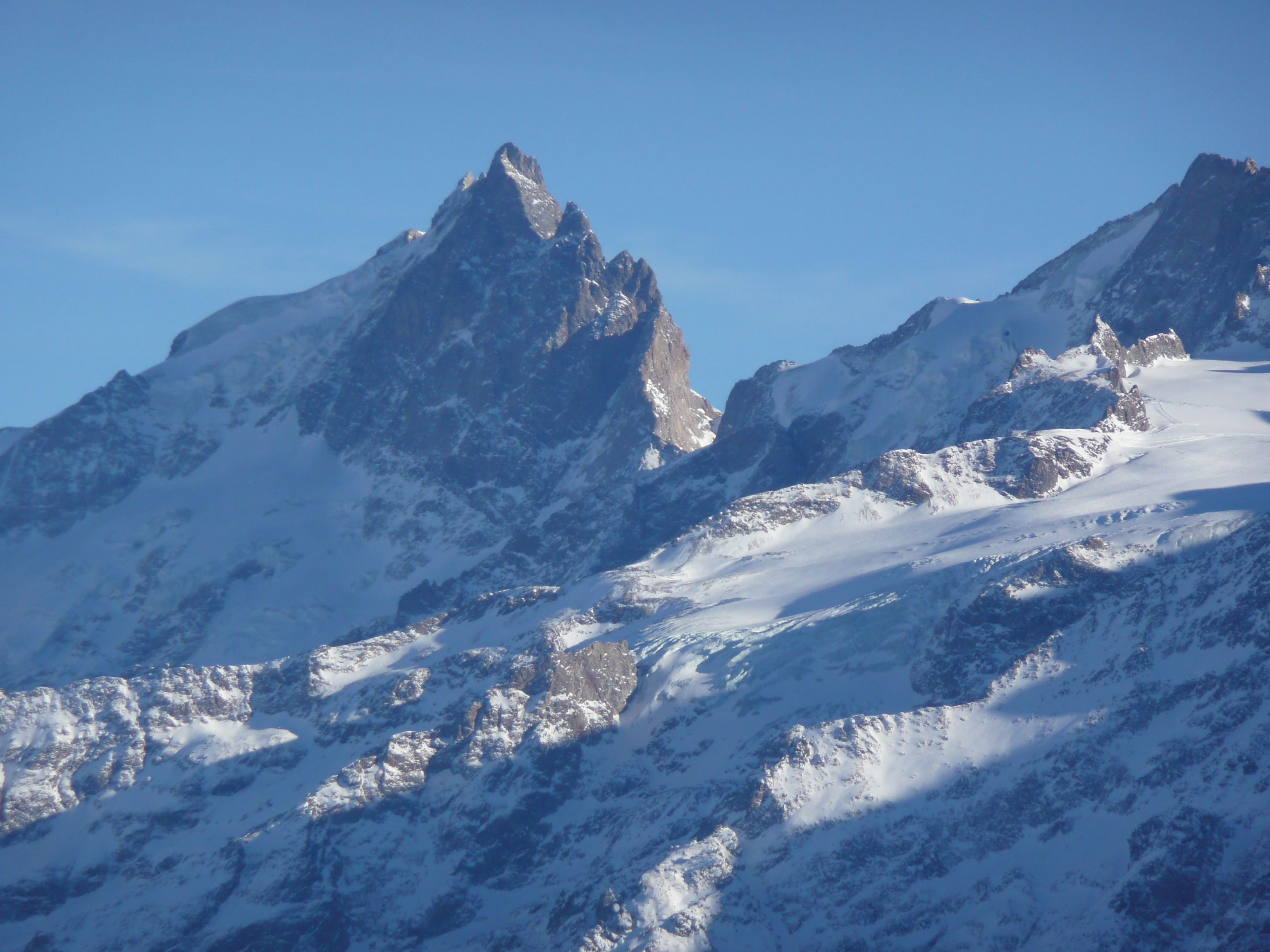
Gipfel der Meije im Winter
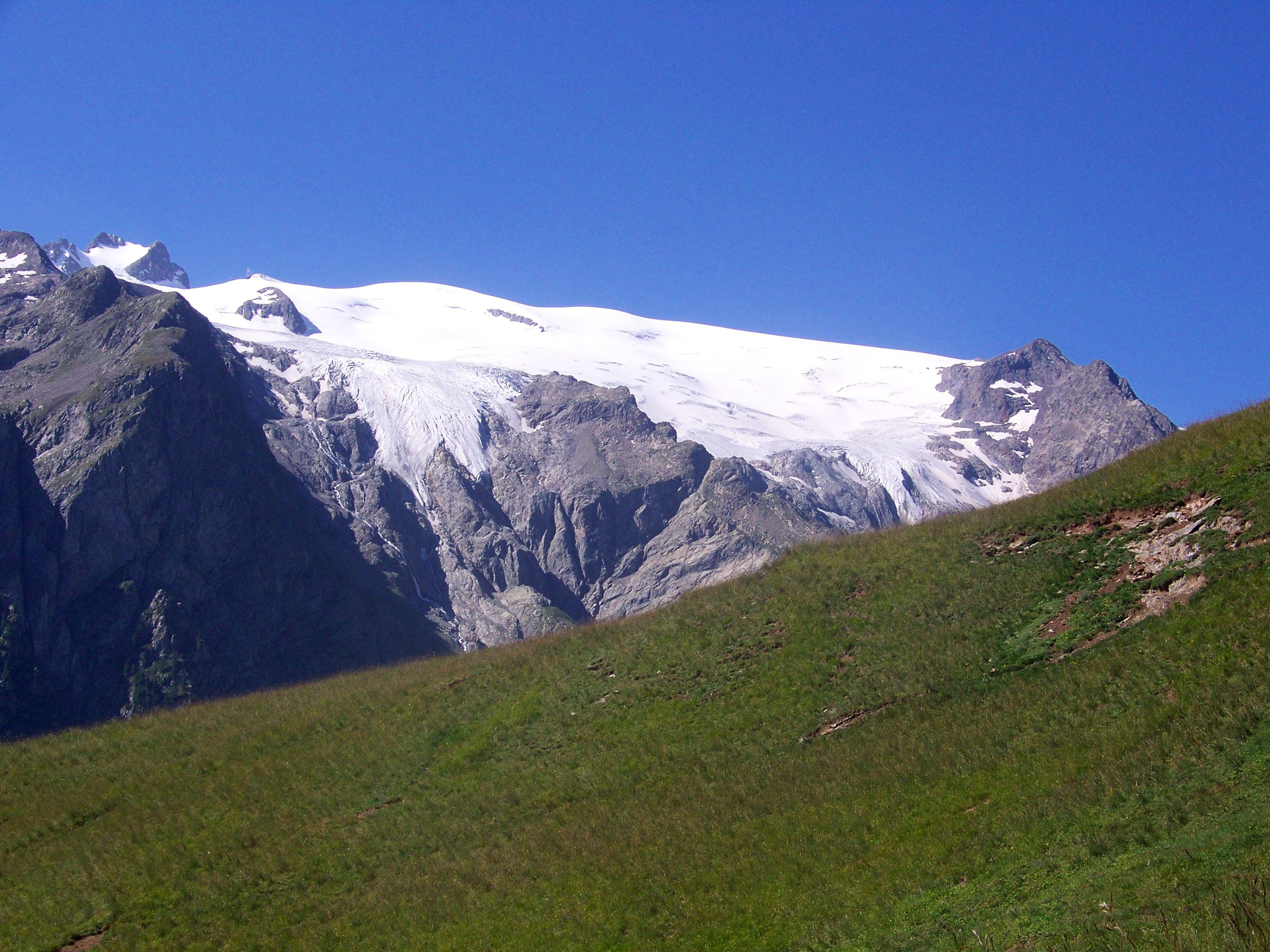
Der Gletscher Glacier de la Girose
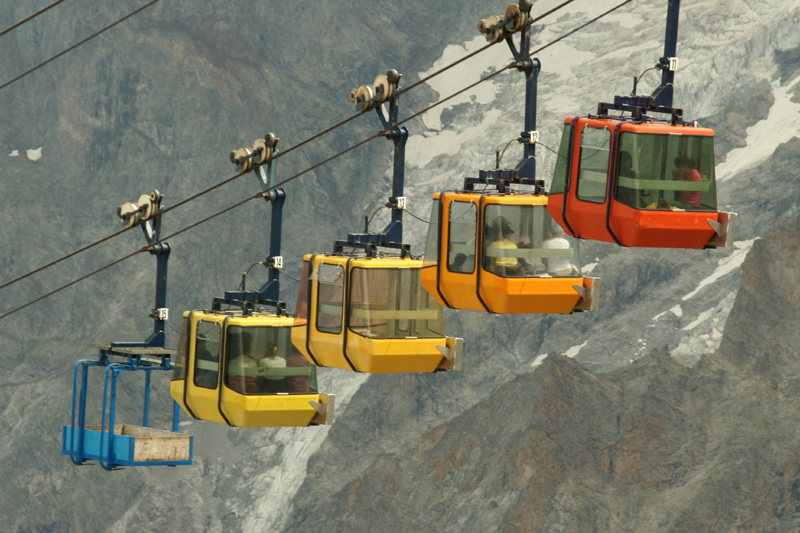
Seilbahn
Seilbahn im Winter
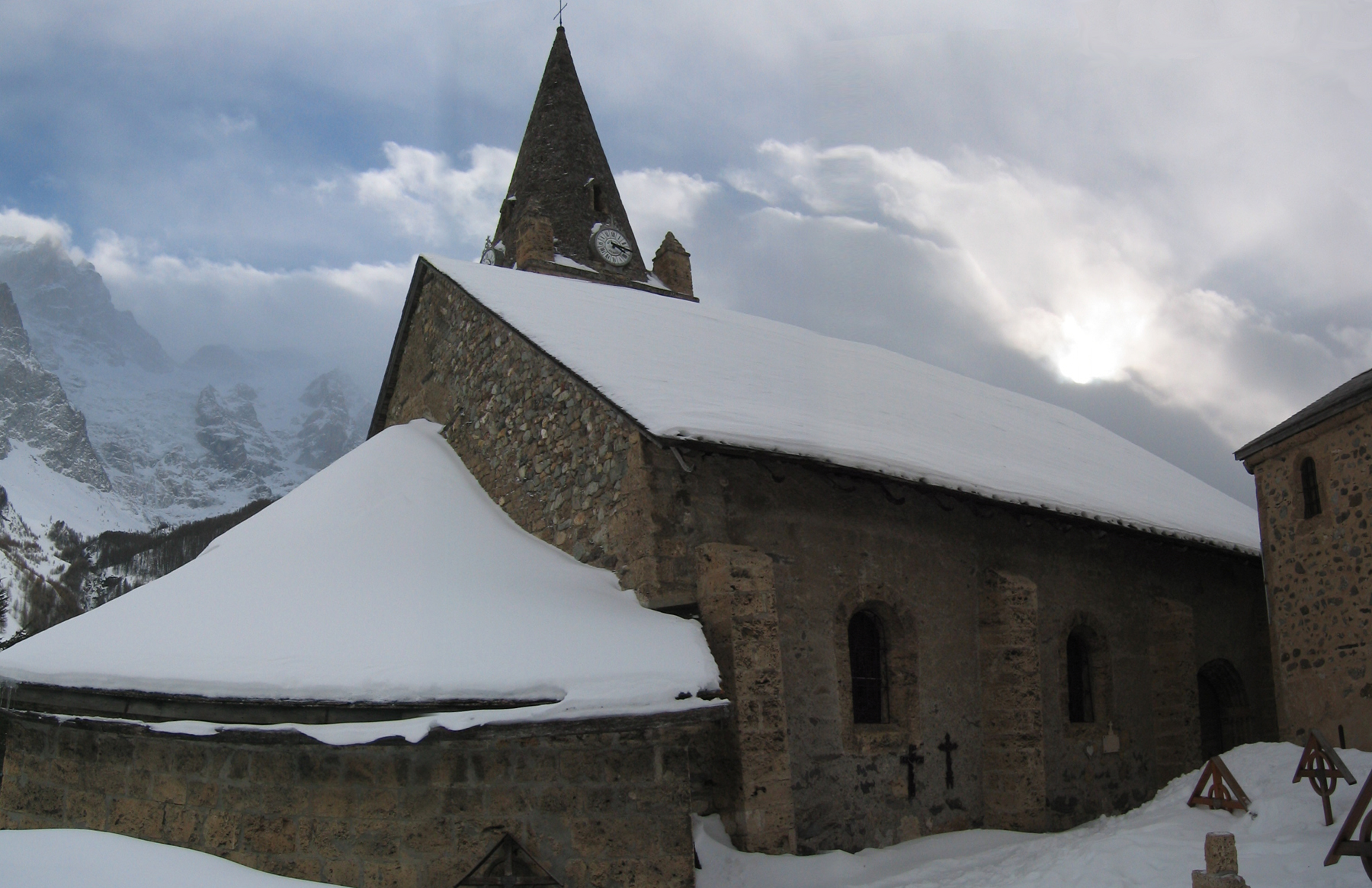
Kirche von La Grave mit Blick auf die Meije
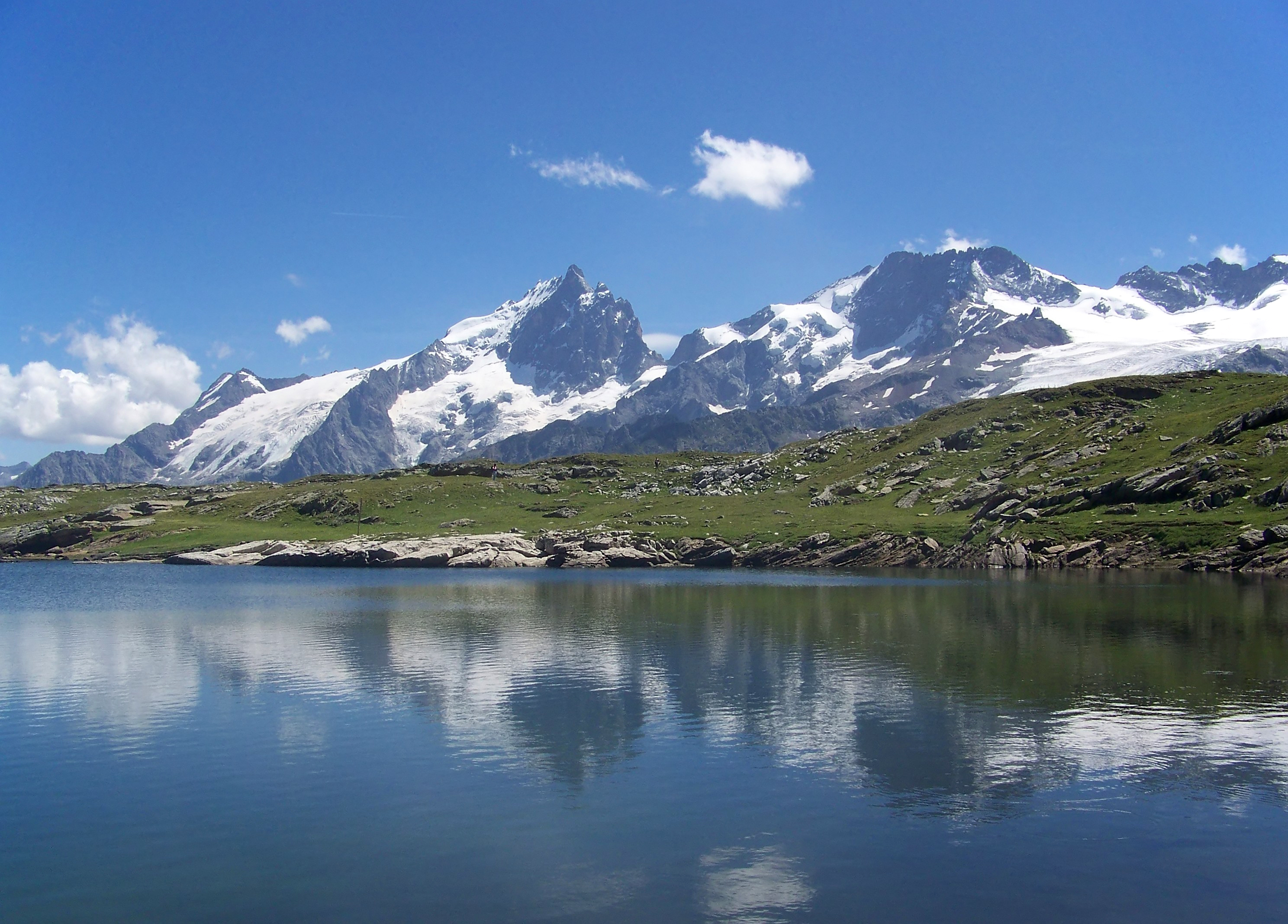
Der Alpengipfel la Meije mit dem Lac Lérié im Vordergrund

## Persönlichkeiten
- Nicolas de Nicolay (1517–1583), Geograph und Reiseschriftsteller